# 赫維城 (伊利諾伊州)
赫維城（英語：Hervey City）是位於美國伊利諾伊州梅肯縣的一個非建制地區。該地的面積和人口皆未知。

## 地理
赫維城的座標為39°45′20″N 88°51′03″W / 39.75556°N 88.85083°W，而該地的平均海拔高度為213米（即699英尺）。